# Shūkan Shōnen Champion
Shūkan Shōnen Champion (jap. 週刊少年チャンピオン Shūkan Shōnen Chanpion) – japoński tygodnik z mangami shōnen, wydawany od 15 lipca 1969 nakładem wydawnictwa Akita Shoten.

## Wybrane serie
Opracowano na podstawie źródła.
- Akumetsu (Yoshiaki Tabata)
- Beastars (Paru Itagaki)
- Black Jack (Osamu Tezuka)
- Crows (Hiroshi Takahashi)
- Cutie Honey (Gō Nagai)
- Czarne chmury w moim sercu (Norio Sakurai)
- Grappler Baki (Keisuke Itagaki)
- Harigane Service (Tatsuya Ara)
- Iruma w szkole demonów (Osamu Nishi)
- Jitsu wa watashi wa (Eiji Masuda)
- Kyūketsuki sugu shinu (Itaru Bonnoki)
- Mitsudomoe (Norio Sakurai)
- Rokudō no onna-tachi (Yūji Nakamura)
- Shinryaku! Ika Musume (Masahiro Anbe)
- Yowamushi Pedal (Wataru Watanabe)